# 뤄진
뤄진(중국어 간체자: 罗晋, 정체자: 羅晉, 병음: Luó Jìn, 한자음: 나진, 1981년 11월 30일~)은 중화인민공화국의 가수 겸 배우이다.

## 학력
- 베이징 영화 학원 연기학과 학사

## 출연작

### 드라마
- 2010년 안후이 위성 텔레비전 해돈제일극장 《삼국》 - 후한 헌제 역
- 2011년 안후이 위성 텔레비전 해돈제일극장 《미인심계》 - 유항 역
- 2012년 안후이 위성 텔레비전 해돈제일극장 《목계영괘수》 - 양종보 역
- 2013년 저장 위성 텔레비전 중국람극장 《왕의 여인》 - 해천 역
- 2013년 안후이 위성 텔레비전 해돈재일극장 《X여특공》 - 하준봉 역
- 2014년 CCTV-1 제일특약극장 《십송홍군》 - 고복성 역
- 2014년 후난위성텔레비전 청춘일요일 《미인제조》 - 적강 역
- 2015년 저장 위성 텔레비전 중국람극장 《파파부친다》 - 영오원 역
- 2015년 저장 위성 텔레비전 중국람극장 《다이아몬드 러버》 - 뢰혁명 역
- 2016년 동방 위성 텔레비전 동방극장 《금수미앙》 - 탁발준 역
- 2018년 베이징 텔레비전 품질극장 《진애적황언지파빙자》 - 근원 역
- 2018년 베이징 텔레비전 품질극장 《귀거래》 - 소철 역
- 2018년 아이치이 웹드라마 《위료니, 아원의열애정개세계》 - 장장군 역
- 2019년 동방 위성 텔레비전 동방극장 《막후지왕 : 러브 온 에어》 - 춘위차오 역
- 2019년 유쿠 웹드라마 《학려화정》 - 소정권 역
- 2019년 후난위성텔레비전 청춘진행중 《봉신연의》 - 이랑진군 역
- 2020년 동방 위성 텔레비전 동방극장 《안가 : Selling Dream》 - 쉬원창 역
- 2021년 후난위성텔레비전 금응독파극장 《강산여차다교》 - 복천생 역
- 2021년 텐센트 웹드라마 《애박랍전선》 - 정슈펑 역
- 2022년 동방 위성 텔레비전 동방극장 《행복도만가》 - 관타오 역
- 2022년 유쿠 웹드라마 《장외 : 낙수자》 - 차오샤오팅 역
- 2022년 후난위성텔레비전 금응독파극장 《천하장하》 - 강희제 역
- 2024년 베이징 텔레비전 품질극장 《장철영웅》 - 양천 역
- 2025년 아이치이 웹드라마 《오운지상》- 중웨이 역